# 博克斯斯普林斯 (阿肯色州)
博克斯斯普林斯（英語：Box Springs）是位於美國阿肯色州哥倫比亞縣的一個非建制地區。該地的面積和人口皆未知。

## 地理
博克斯斯普林斯的座標為33°15′42″N 93°22′06″W / 33.26167°N 93.36833°W，而該地的平均海拔高度為米（即英尺）。